# Alestopetersius nigropterus
Alestopetersius nigropterus е вид лъчеперка от семейство Alestidae. Видът е застрашен от изчезване.

## Разпространение
Разпространен е в Демократична република Конго.

## Описание
На дължина достигат до 6,5 cm.